# Kargil (district)
Kargil is een district van het Indiase unieterritorium Ladakh. Het district telt 115.227 inwoners (2001) en heeft een oppervlakte van 14.036 km². De grootste plaats en het bestuurlijk centrum is de gelijknamige stad Kargil.
Het district grenst in het noorden aan Gilgit-Baltistan, in het westen aan het unieterritorium Jammu en Kasjmir en in het zuiden aan Himachal Pradesh. Ten oosten van Kargil ligt Leh, het enige andere district van Ladakh. Voordat Ladakh in 2019 een unieterritorium werd, waren de districten Leh en Kargil onderdeel van de deelstaat Jammu en Kasjmir.
Het district kent een centrum van paardenfokkerij om het locale ponyras, de zaniskari, voor de toekomst te bewaren.

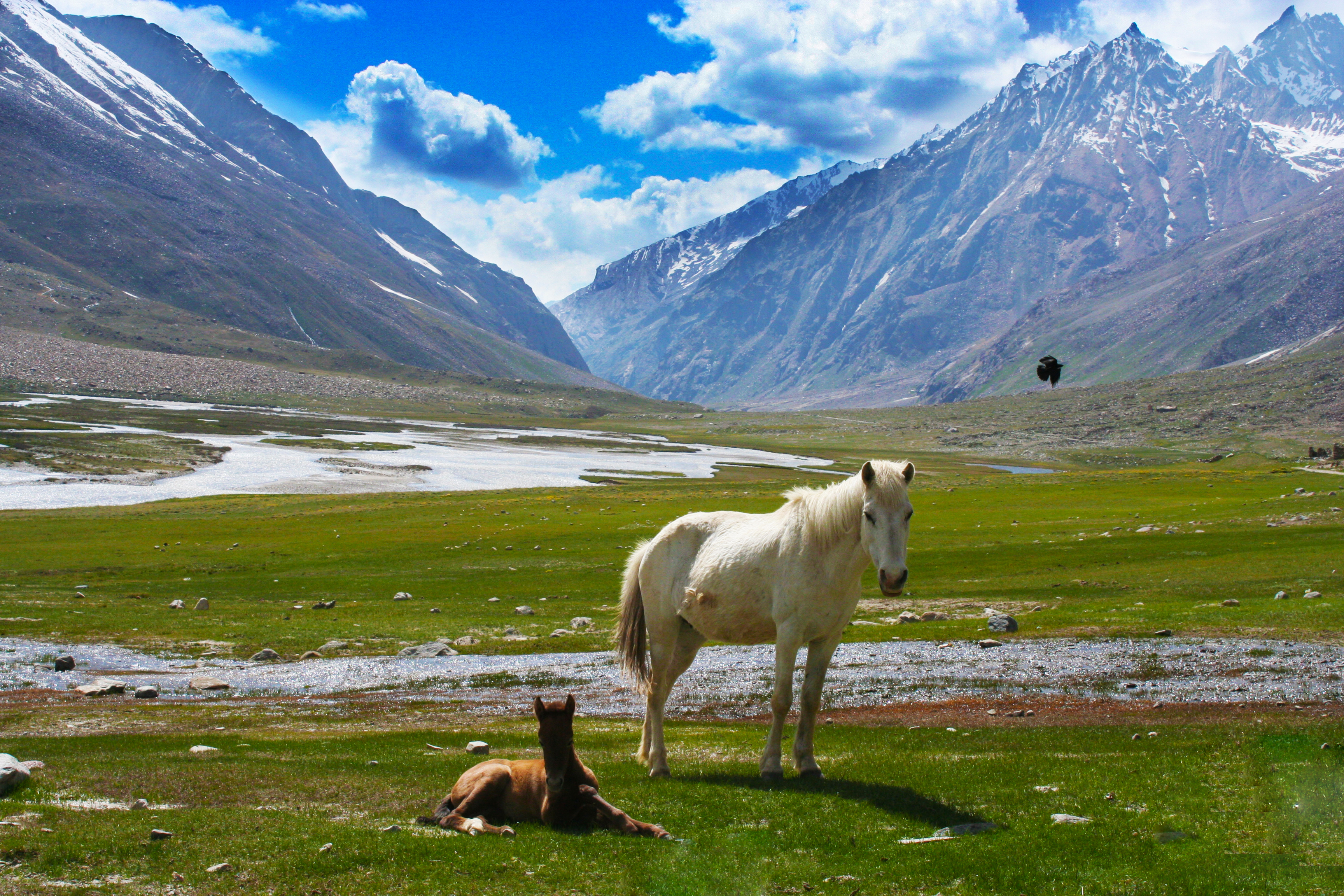
Zaniskaripony's, merrie met veulen
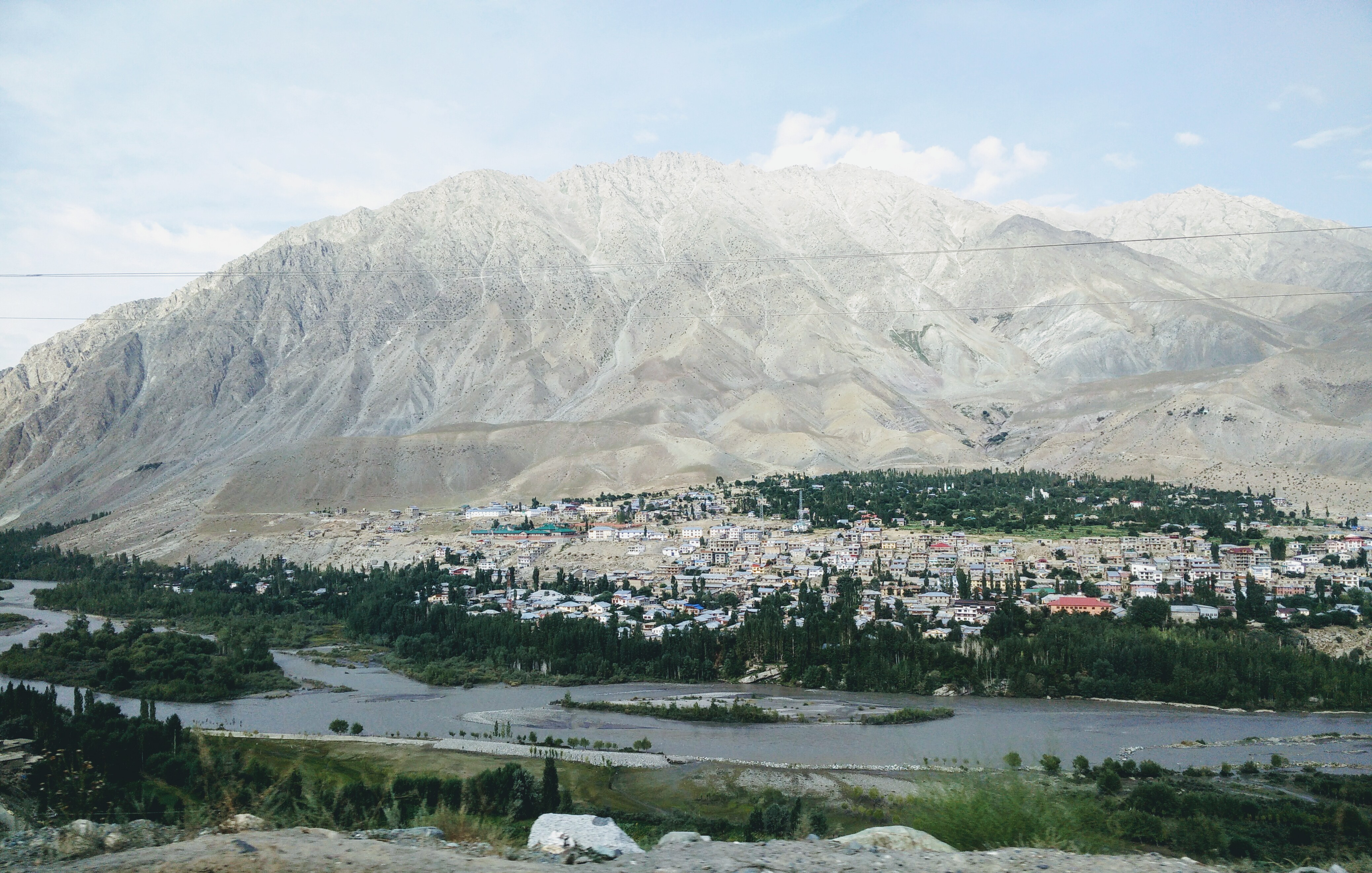
Kargil (stad)